# Lotte Ranft

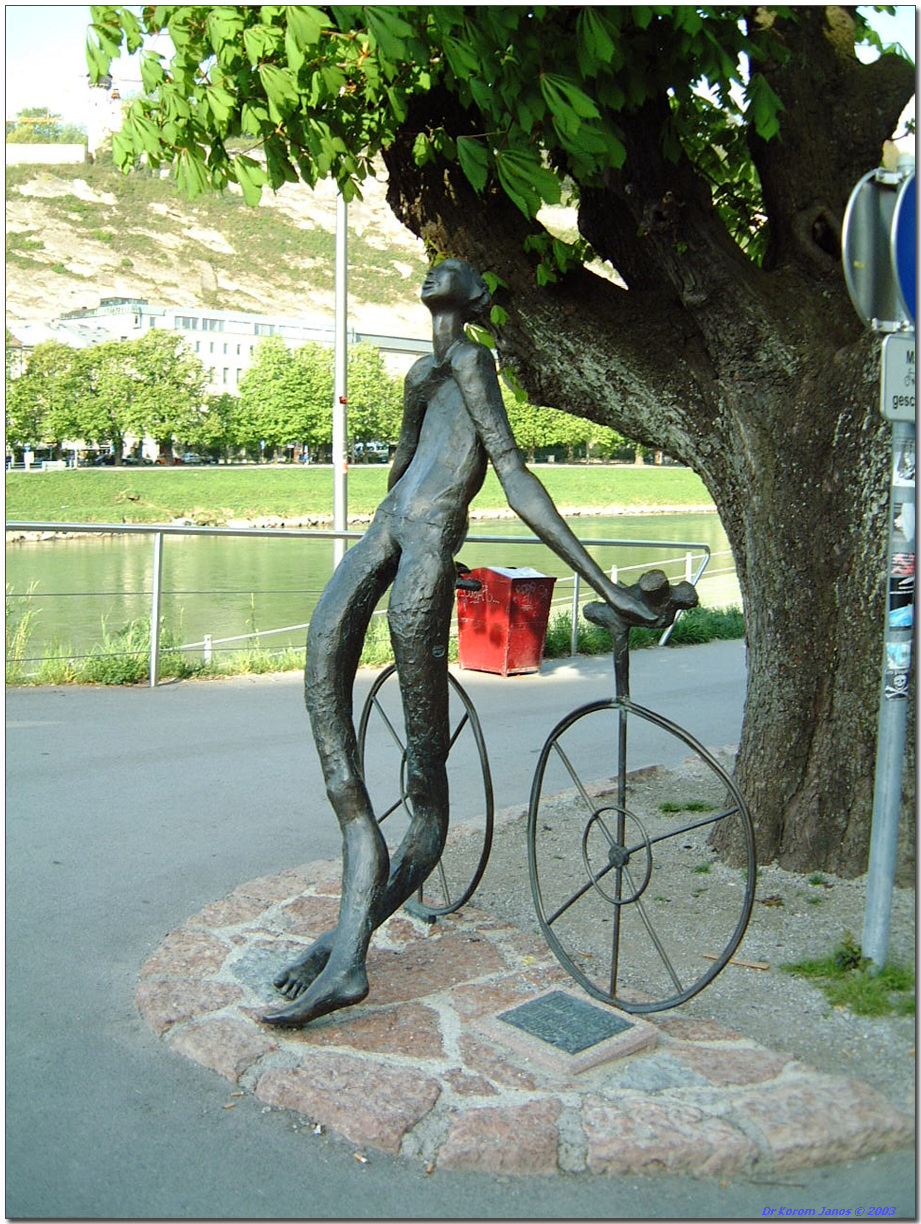
Bronzeplastik Radfahrer in Salzburg

Lotte Ranft, geborene Berger (* 30. September 1938 in Berlin), ist eine österreichische Bildhauerin, Malerin und Grafikerin. Sie lebt und arbeitet in Salzburg.

## Leben
Lotte Ranft wurde zwar in Berlin geboren, ist aber Österreicherin. Ihre Eltern stammten aus Tirol, ihr Großvater (der bereits vor ihrer Geburt starb) war der Autor und Maler Karl Berger. Sie wuchs in Innsbruck in einer kunstinteressierten Familie auf, die Freundschaften zu bekannten Malern wie Hans Weber-Tyrol pflegte. Nach dem Erlangen der Matura in Innsbruck studierte sie Maschinenbau an der Technischen Universität Wien. Die dabei gewonnenen Kenntnisse wirkten sich später auf ihre Arbeit als Bildhauerin aus.
Sie heiratete einen Arzt und lebte mit ihm in Bad Gastein. Aus der Ehe ging eine Tochter hervor. Nach dem frühen Tod ihres Mannes wandte Lotte Ranft sich Ende der 1960er Jahre der bildenden Kunst zu. Sie studierte Kunstgeschichte an der Universität Innsbruck und Aktmalerei bei Herbert Boeckl und Claus Pack an der Akademie der Bildenden Künste in Wien. Weiters besuchte sie die Internationale Sommerakademie für Bildende Kunst Salzburg, wo Oskar Kokoschka, Claus Pack (Malerei), Wander Bertoni und Francesco Somaini (Bildhauerei) zu ihren Lehrern gehörten. Am Mozarteum in Salzburg erlangte sie 1976 das Diplom im Fach Bühnenbild und schloss als Magistra artium ab. Danach war sie dort bis 1991 als Lehrbeauftragte tätig. Parallel dazu erteilte sie von 1973 bis 1981 Kunst- und Werkunterricht am Bundes-Oberstufenrealgymnasium in Salzburg. 1991 wurde ihr der Professorentitel verliehen.
Seit 1991 wirkt Lotte Ranft als freischaffende Künstlerin mit einer Werkstattgalerie im Salzburger Stadtteil Nonntal. Sie zeigte ihre Werke auf verschiedenen Ausstellungen, teilweise zusammen mit ihrem zweiten Ehemann, dem Juwelier Volker Ranft. 2013 fand anlässlich ihres 75. Geburtstages eine Einzelausstellung im Salzburg Museum statt.

## Werk
Als Bildhauerin gestaltet Lotte Ranft Bronzeplastiken, welche oft mit einer Hochglanzpolitur versehen sind. Charakteristisch für ihre Arbeiten sind ausladende Volumen, Rundungen statt Kanten und gewagte Gewichtsverteilungen bei einem angestrebten Anschein von Grazie und Leichtigkeit. Sie realisierte eine Reihe von Skulpturen im öffentlichen Raum, teils im Rahmen gewonnener Wettbewerbe. Zu ihren bekanntesten Werken gehört der Radfahrer am Makartsteg in Salzburg (1992).
In den 1980ern malte Ranft neben der Bildhauerei zunächst Aquarelle und seit ca. 1990 Acrylgemälde. Als Thema wählt sie dabei insbesondere Erscheinungsweisen und existentielle Gegebenheiten des Weiblichen. Zu ihrem Gesamtwerk gehören außerdem Druckgrafiken, wobei sie vor allem die Carborundum-Radierung einsetzt.
Der Kunsthistoriker Nikolaus Schaffer bezeichnete Ranft aufgrund ihrer Etabliertheit und ihres künstlerischen Profils als „Klassikerin innerhalb der Salzburger Kunstszene“.
Bronzeplastiken (Auswahl)
- Die Trauernde, 1975, Büste, Museum Carolino Augusteum
- Daphne, 1987, in der naturwissenschaftlichen Fakultät der Universität Salzburg
- Das große Lebensspiel, 1989, teilweise bemalt, Höhe 5 m, vor Kinder- und Jugendchirurgie des Uniklinikum Salzburg
- Radfahrer, 1992, Makartsteg, Salzburg
- Goldene Eule, teilvergoldet, ab 1994 vom Institut für Spielforschung und Spielpädagogik als Preis verliehen[6]
- Christian-Doppler-Denkmal, 1995, Flughafen Salzburg sowie 1996 Christian-Doppler-Klinik, Salzburg
- Tassilo-Denkmal, 2001, vor Stift Mattsee, Salzburg
- Große Kaffeebohne, 2009, Sandtorpark, Hamburg
- Galene 2012, 2014, Höhe 2,30 m, Jeanne-Kahn-Foyer der Großen Universitätsaula, Universität Salzburg[7]

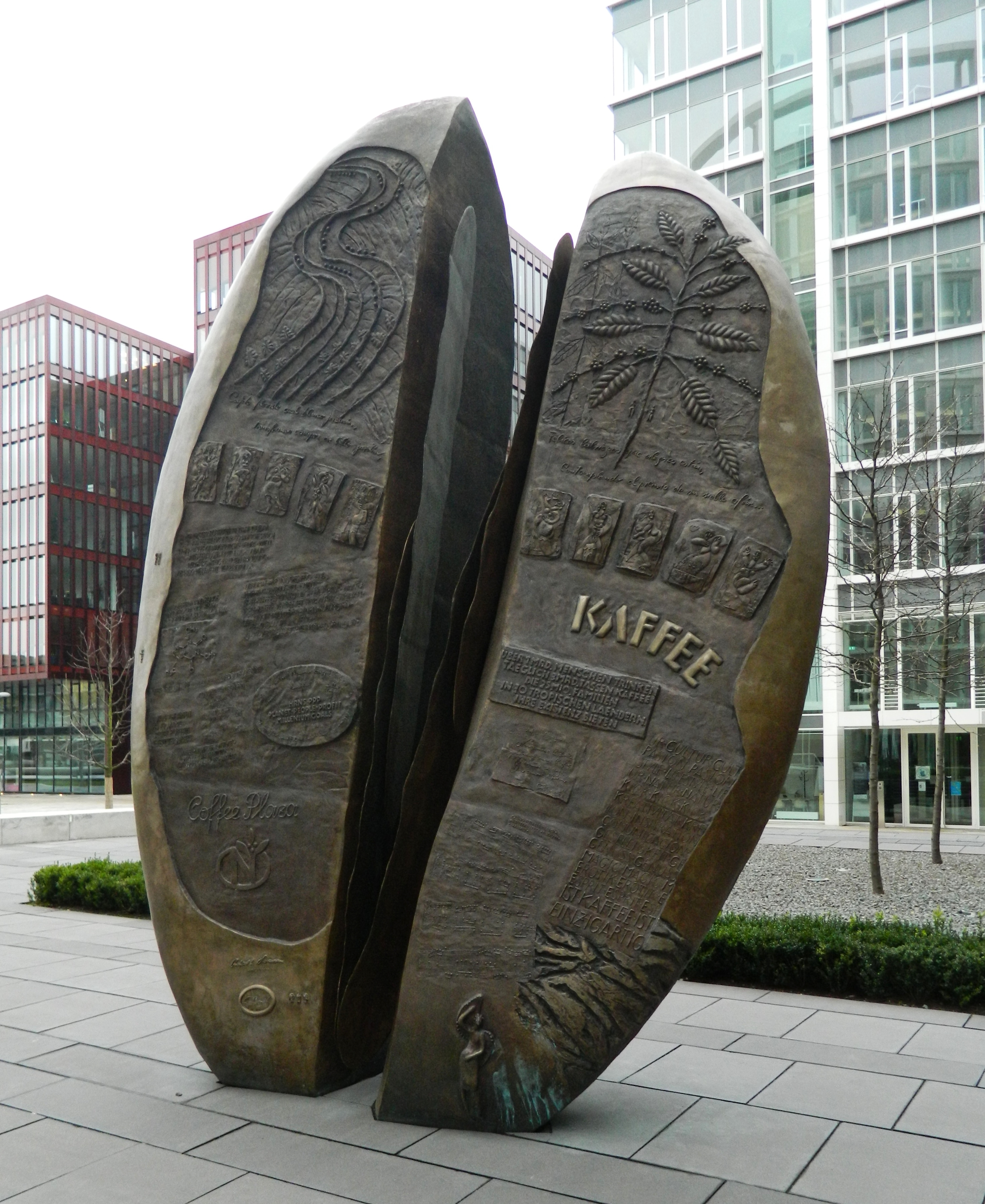
Große Kaffeebohne
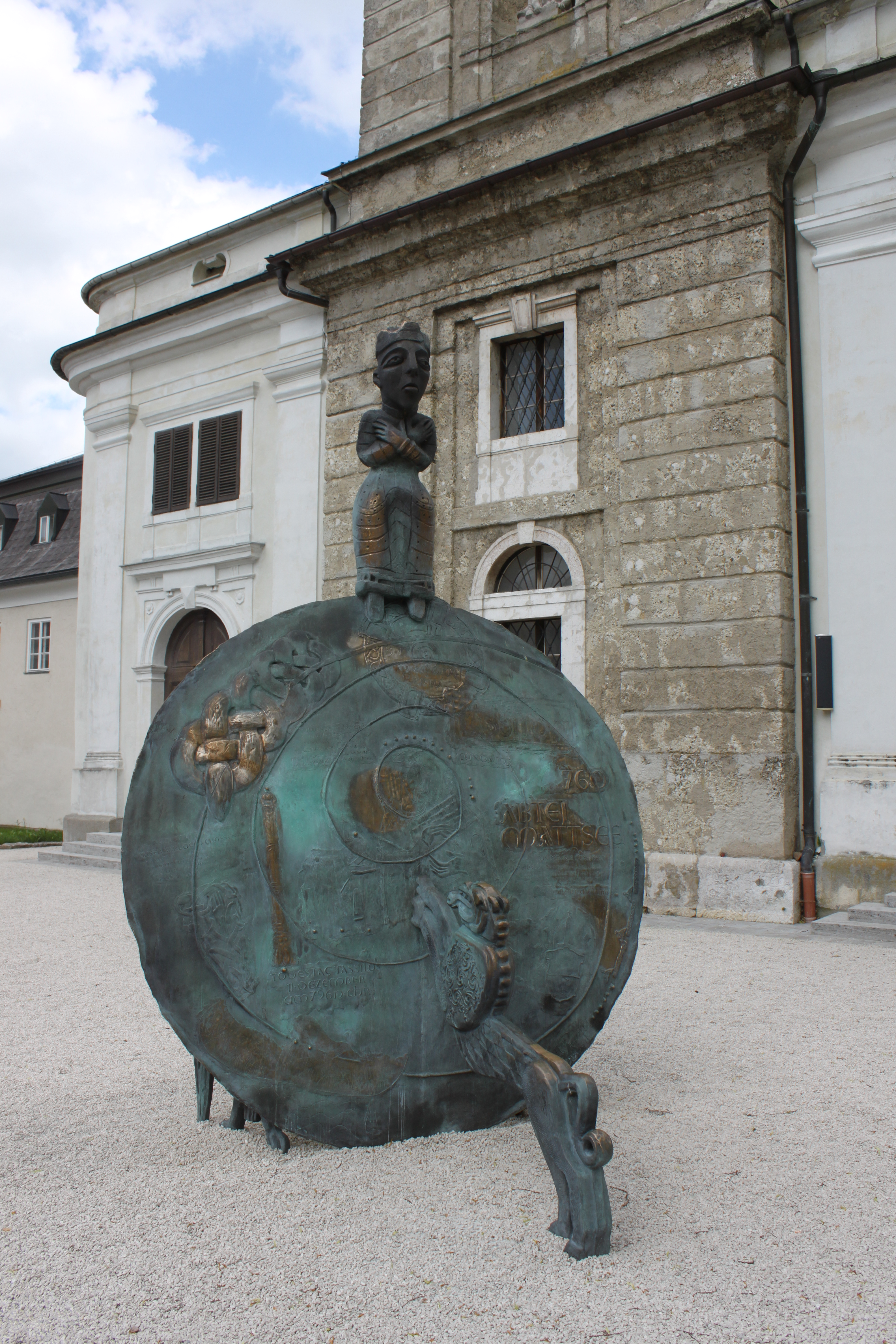
Tassilo-Denkmal
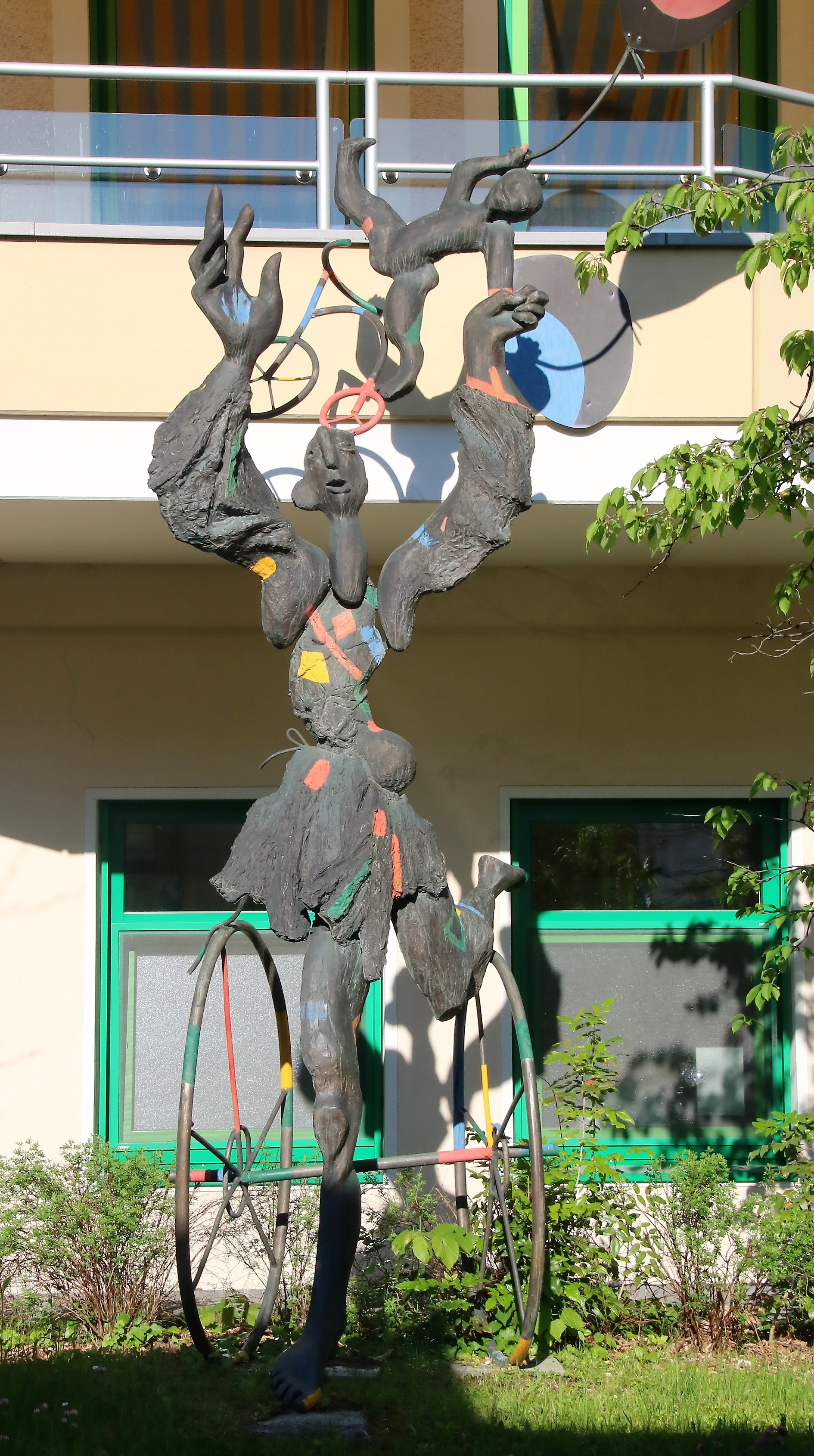
Das große Lebensspiel
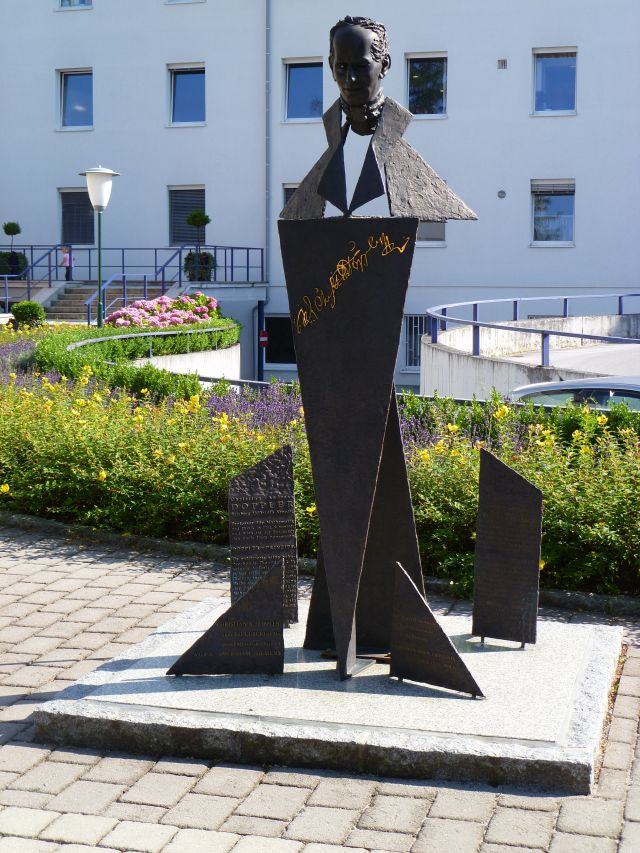
Christian-Doppler-Denkmal

Sonstige Werke (Auswahl)
- Schloß Kleßheim, 1982, Aquarell, Tiroler Landesmuseum Ferdinandeum[8]
- Wandmalerei Hort Lehen, 1993, Salzburg
- Rote Schein-Heilige, Carborundum-Radierung
- Sinn-Füllig, Acryl auf Leinwand